# KBO 리그 타석 관련 기록

## 통산 기록

### 개인 통산 최다 타석 기록 추이
| 기록     | 선수   | 소속 | 날짜         | 구장 | 상대팀 | 상대 투수 | 경기 수 | 달성 당시 나이 | 주석 및 기타                |
| 7374타석 | 장종훈 | 한화 |              |      |        |           |         |                |                             |
| 7375타석 | 양준혁 | 삼성 | 2007. 04. 21 | 잠실 | LG     |           |         |                | 연속 경기 2차전 두번째 타석 |

## 한 경기 기록

### 한 경기 양 팀 최다 타석 기록 추이
| # | 기록    | 팀                   | 날짜         | 구장 | 경기 결과     | 주석 및 기타 |
|   | 101타석 | 해태(52) - 삼성(46)  | 1987. 04. 17 | 대구 | 18 - 14       | [ 1 ]        |
|   | 109타석 | 롯데 (60)- 삼성 (49) | 1995. 06. 28 | 대구 | 24 - 14 (9회) | 종전 103타석 |
|   | 127타석 | 두산 (64)- LG (63)   | 2001. 05. 06 | 잠실 | 15회          |              |

## 한 이닝 기록

### 한 이닝 팀 최다 타석 기록 추이
| 기록   | 팀   | 날짜         | 구장 | 상대팀 | 상대 투수              | 경기 결과      | 주석 및 기타               |
| 13타석 | 해태 | 1984. 05. 20 | 광주 | 삼성   |                        | 4 - 11 해태 승 | 6회말 (8안타 10점)         |
| 15타석 | OB   | 1985.0 4. 16 | 인천 | 삼미   |                        | 16 - 0         | 8회초 (9안타 10득점)       |
| 16타석 | OB   | 1987. 5. 21  | 잠실 | MBC    | 이선희, 김태원, 이길환 | 6 - 11         | 3회말 7안타 6사사구 11득점 |
| 18타석 | LG   | 2001. 08. 11 | 잠실 | KIA    |                        | 18 - 6         |                            |
| 20타석 | 한화 | 2019. 08. 11 | 사직 | 롯데   |                        | 16 - 1         |                            |